# Storstad
För andra betydelser, se Storstad (olika betydelser).

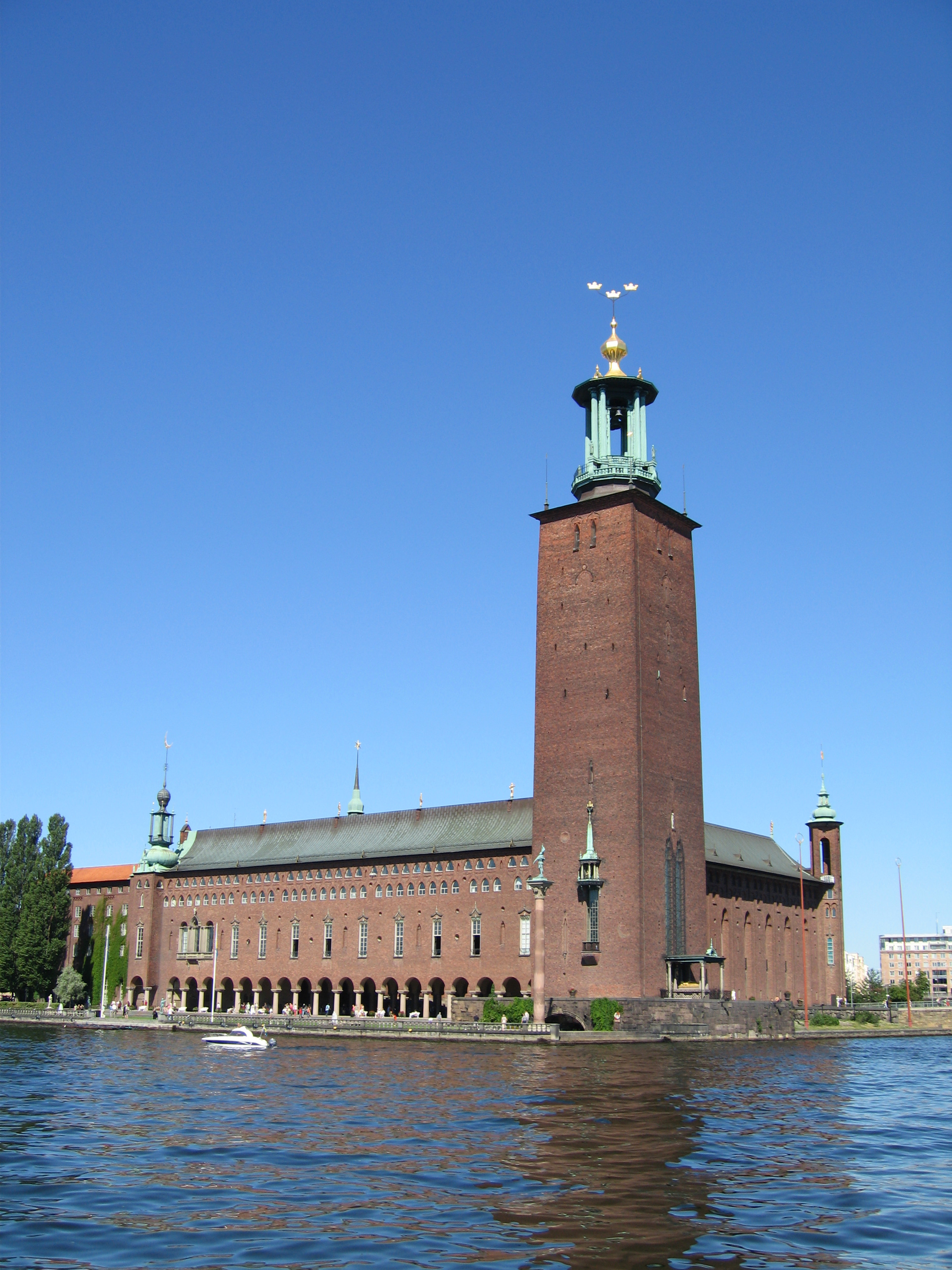
Stockholm är en av tre svenska storstäder.

Storstad eller metropol är en tätort (med omgivande förorter och eventuella närliggande sammanvuxna tätorter) med många invånare och oftast med närliggande förorter eller tätorter som med tätorten utgör ett storstadsområde. En storstad är per 1887 års definition av Internationella statistikkonferensen, fortfarande tillämpad i Tyskland, en tätort med minst hundratusen invånare, som i Tyskland kallas för Kleinere Großstadt ("Mindre storstad") om den har mindre än en halv miljon invånare och Große Großstadt ("Större storstad") om den har minst en halv miljon.
Storstad (storby på danska och norska) är per norsk och dansk definition en tätort med minst en halv miljon invånare, medan storstad i Sverige enligt SKR definieras som en kommun med minst tvåhundratusen invånare och minst tvåhundratusen i den största tätorten, som i Sverige är kommunerna Stockholm (med omgivande storstadsområdet Storstockholm), Göteborg (med omgivande storstadsområdet Storgöteborg) och Malmö (med omgivande storstadsområdet Stormalmö) men inte Uppsala (som har mer än 200 000 invånare men enbart omkring 166 000 i tätorten Uppsala).
En tätort med flera miljoner invånare, oftast minst tio miljoner, benämns oftast mångmiljonstad eller megastad, som vanligtvis är känd för problem som vattenbrist, vattenförorening, bostadsbrist, utglesning, energiförsörjning och kollektivtrafik. Den första storstaden som växte till tio miljoner invånare var år 1950 New York, som omkring ett kvartssekel tidigare växte om London som i sin tur år 1900 var den första staden som uppnådde fem miljoner. Sedan millennieskiftet 2000 har Stortokyo varit världens folkrikaste stad. Enligt beräkningar av Demographia har 44 städer i världen minst tio miljoner invånare.

## Lista över världens 50 folkrikaste städer
Observera att beräkningarna är gjorda enligt definitionen av tätort/tätbebyggt område och inte av storstadsområde eller kommun.

Städer markerade i fetstil är huvudstäder.
| Rank | Stad               | Nation                   | Antal invånare (miljoner) | Yta (km2) |
| ---- | ------------------ | ------------------------ | ------------------------- | --------- |
| 1    | Tokyo              | Japan                    | 37,785                    | 8775      |
| 2    | Jakarta            | Indonesien               | 35,386                    | 3546      |
| 3    | Delhi              | Indien                   | 31,19                     | 2344      |
| 4    | Guangzhou          | Kina                     | 27,119                    | 4543      |
| 5    | Mumbai             | Indien                   | 25,189                    | 1046      |
| 6    | Manila             | Filippinerna             | 24,156                    | 1911      |
| 7    | Shanghai           | Kina                     | 24,042                    | 4333      |
| 8    | Seoul              | Sydkorea                 | 23,225                    | 2769      |
| 9    | Kairo              | Egypten                  | 22,679                    | 2696      |
| 10   | Mexico City        | Mexiko                   | 21,905                    | 2530      |
| 11   | Calcutta           | Indien                   | 21,747                    | 1352      |
| 12   | São Paulo          | Brasilien                | 21,486                    | 3649      |
| 13   | New York           | USA                      | 21,396                    | 11344     |
| 14   | Karachi            | Pakistan                 | 20,249                    | 1124      |
| 15   | Dhaka              | Bangladesh               | 19,134                    | 619       |
| 16   | Bangkok            | Thailand                 | 18,884                    | 3199      |
| 17   | Peking             | Kina                     | 18,883                    | 4284      |
| 18   | Moskva             | Ryssland                 | 17,878                    | 6643      |
| 19   | Shenzhen           | Kina                     | 17,778                    | 1808      |
| 20   | Buenos Aires       | Argentina                | 15,748                    | 3437      |
| 21   | Los Angeles        | USA                      | 15,587                    | 6918      |
| 22   | Johannesburg       | Sydafrika                | 15,551                    | 4040      |
| 23   | Bangalore          | Indien                   | 15,257                    | 1743      |
| 24   | Chengdu            | Kina                     | 15                        | 1935      |
| 25   | Ho Chi Minh-staden | Vietnam                  | 14,953                    | 2165      |
| 26   | Keihanshin         | Japan                    | 14,916                    | 3020      |
| 27   | Lagos              | Nigeria                  | 14,54                     | 2585      |
| 28   | Istanbul           | Turkiet                  | 14,44                     | 1471      |
| 29   | Lahore             | Pakistan                 | 13,504                    | 945       |
| 30   | Kinshasa           | Kongo-Kinshasa           | 13,493                    | 518       |
| 31   | Teheran            | Iran                     | 13,382                    | 1704      |
| 32   | Chongqing          | Kina                     | 12,653                    | 1580      |
| 33   | Rio de Janeiro     | Brasilien                | 12,306                    | 2020      |
| 34   | Xi'an              | Kina                     | 12,211                    | 1826      |
| 35   | Chennai            | Indien                   | 11,57                     | 1225      |
| 36   | Paris              | Frankrike                | 11,108                    | 2854      |
| 37   | Zhengzhou          | Kina                     | 11,068                    | 1785      |
| 38   | Luanda             | Angola                   | 10,914                    | 1005      |
| 39   | London             | Storbritannien           | 10,803                    | 1738      |
| 40   | Dongguan           | Kina                     | 10,753                    | 1759      |
| 41   | Lima               | Peru                     | 10,556                    | 891       |
| 42   | Wuhan              | Kina                     | 10,353                    | 1821      |
| 43   | Bogotá             | Colombia                 | 10,25                     | 562       |
| 44   | Tianjin            | Kina                     | 10,047                    | 2813      |
| 45   | Hyderabad          | Indien                   | 9,797                     | 1689      |
| 46   | Taipei             | Taiwan (Republiken Kina) | 9,662                     | 1090      |
| 47   | Hangzhou           | Kina                     | 9,618                     | 1344      |
| 48   | Nagoya             | Japan                    | 9,439                     | 3704      |
| 49   | Kuala Lumpur       | Malaysia                 | 9,387                     | 2163      |
| 50   | Chicago            | USA                      | 8,954                     | 6532      |

Nordens fem största städer enligt beräkningar av Demographia (som skiljer sig från beräkningarna enligt nordisk definition av tätort):
| Rank | Stad                 | Antal invånare (miljoner) | Yta (km2) |
| ---- | -------------------- | ------------------------- | --------- |
| 1    | Stockholm, Sverige   | 2,2                       | 847       |
| 2    | Köpenhamn, Danmark   | 1,65                      | 565       |
| 3    | Helsingfors, Finland | 1,146                     | 515       |
| 4    | Oslo, Norge          | 1,007                     | 324       |
| 5    | Göteborg, Sverige    | 0,683                     | 311       |